# ボイス (芸能事務所)
株式会社ボイス（英: VOICE inc.）は、日本の芸能事務所である。2018年に創業。

## 概要
主にミュージシャン、俳優などの芸能プロダクション業務、音楽スクール（ボイストレーニング・ダンス・DTM） 、イベント企画及び制作等、各種デザイン業務を行っている。2019年9月にマスカットスタジアムで開催された桃太郎フェスティバルの主催となった。2022年10月には3年ぶりに第二回桃太郎フェスティバルを開催した。 

## 所属

### ミュージシャン
- 千里-chisato-
- 宮竹ようこ
- 大山百合香 with LiLi

### モデル
- Mehdi（メディ）

### ダンサー/パフォーマー
- Rea
- LUCE
- Akky

### ボイストレーナー
- 渡瀬健志郎

### 作家
- Tommy
- Shun

### 苔アーティスト
- 小竹規弘

## 元所属
- 虎牙光揮(俳優)[6]
- 新川永紗(モデル)[7]

## 主催ライブ

### 桃太郎フェスティバル
- 第3回 2024年3月20日
会場:岡山県総合展示場コンベックス岡山
出演アーティスト:木村カエラ／KREVA／きゃりーぱみゅぱみゅ／nobodyknows+／FRUITS ZIPPER／HIPPY／藤川千愛／千里-chisato-／宮竹ようこ[5]

- 第2回 2022年10月23日
会場:岡山県倉敷スポーツ公園野球場／マスカットスタジアム
出演アーティスト:湘南乃風／KREVA／きゃりーぱみゅぱみゅ／asmi／KlangRuler／新しい学校のリーダーズ／ヒグチアイ／SECRET NUMBER／藤川千愛／大山百合香／千里-chisato-／宮竹ようこ[4]

- 第1回 2019年9月15日
会場:岡山県倉敷スポーツ公園野球場／マスカットスタジアム
出演アーティスト:きゃりーぱみゅぱみゅ／KREVA／家入レオ／Dream Ami／ベリーグッドマン／水曜日のカンパネラ／藤川千愛／大山百合香／千里-chisato-／宮竹ようこ[3]

## 楽曲提供作品
| 発売日         | 歌手                                  | 曲名                 | 作詞                    | 作曲                                    | 編曲           |
| 2022年11月7日  | i☆Ris                                 | Anniversary          | 井上紗矢香              | CONY 井上紗矢香 Tommy                   | CONY Tommy     |
| 2023年9月13日  | なにわ男子                            | Diary                | 井上紗矢香 福岡良太     | tasuku 井上紗矢香 福岡良太 Shun         | tasuku         |
| 2023年12月22日 | GENIC                                 | サヨナラの理由(わけ) | 小池竜暉 西澤呈         | 福岡良太 Tommy                          | 福岡良太 Tommy |
| 2024年1月17日  | ONE LOVE ONE HEART                    | Happy Christmas      | CONY Sayaka Inoue Tommy | CONY Sayaka Inoue Tommy                 | 山下和彰       |
| 2024年3月6日   | GENIC                                 | きみといた           | 宇井優良梨              | Tommy CONY Sayaka Inoue                 | Tommy CONNY    |
| 2024年7月1日   | BiTE A SHOCK                          | 僕らの足跡           | 福岡良太                | Tommy 福岡良太                          | 福岡良太 Tommy |
| 2024年8月7日   | ONE LOVE ONE HEART                    | 僕らのロードムービー | 福岡良太                | Tommy 福岡良太                          | Tommy          |
| 2024年9月4日   | 後藤真希                              | BAD BOY              | 福岡良太 Tommy          | 福岡良太 Tommy                          | Tommy 福岡良太 |
| 2024年12月25日 | 豆柴の大群都内某所 a.k.a. MONSTERIDOL | Bye Bye              | Sayaka Inoue            | tasuku Ryota Fukuoka Sayaka Inoue Tommy | Tommy          |

## 主な作詞・作曲・編曲・プロデュースアーティスト
- i☆Ris
- 大山百合香 with LiLi
- 後藤真希
- GENIC
- 千里-chisato-
- なにわ男子
- BiTE A SHOCK
- 豆柴の大群
- 宮竹ようこ
- ONE LOVE ONE HEART

)